# Alfred Sturm
Pour les articles homonymes, voir Sturm.
Alfred Sturm, né le 23 août 1888 à Sarrebruck et mort le 8 mars 1962 à Detmold, est un Generalleutnant allemand de la Luftwaffe pendant la Seconde Guerre mondiale.

## Biographie
Sturm commence sa carrière militaire le 17 octobre 1905 comme élève de l'école des sous-officiers à Biebrich. Il en sort le 29 septembre 1908 et est transféré au 144e régiment d'infanterie.

### Première Guerre mondiale
Lorsque la Première Guerre mondiale éclate, il est toujours au sein de le 144e régiment d'infanterie. Il est blessé au combat le 26 janvier 1915 et reste dans un hôpital en convalescence jusqu'au 31 mai 1915. À sa sortie, il suit une formation de pilote au sein du 4e bataillon de formation de pilote du 1er juin 1915 au 28 février 1917. Il termine la guerre en tant que pilote au 5e escadron de chasse (du 1er mars 1917 au 31 décembre 1917) et au 89e escadron de chasse (du 1er janvier 1918 à décembre 1918).

### Entre-deux-guerres
À la fin de la guerre, il retourne au sein de le 144e régiment d'infanterie jusqu'au 1er mai 1919. il est alors détaché à la Commission de la Reichswehr où il est nommé au grade de Leutnant et y reste jusqu'au 30 septembre 1919, pour être transféré ensuite au département T5 du ministère du Reich à l'Économie (RWM) jusqu'au 31 mars 1921.
Il retourne au service actif en devenant officier de compagnie du 8e régiment d'infanterie du 1er avril 1921 au 31 décembre 1925 et chef de compagnie du même régiment du 1er janvier 1926 au 31 octobre 1928.
Il se retire du service actif le 31 octobre 1928 pour suite en secret une formation de pilote du 1er novembre 1928 au 31 juillet 1930.
Du 1er août 1930 au 30 septembre 1933, il est de retour dans le 8e régiment d'infanterie d'abord au sein de l'état-major jusqu'au 30 août 1930, puis chef de compagnie.
Il est transféré dans la Luftwaffe en tant qu'officier des services spéciaux au ministère de l'Air du Reich (RLM) du 1er octobre au 30 octobre 1933. Puis, il occupe différents postes de commandement dans différentes écoles de formation de pilotes de chasse, en parallèle au commandement de bases aériennes de Schleissheim et de Magdebourg, jusqu'au 30 septembre 1936. Du 1er janvier 1936 au 31 mars 1939, il est aussi commandant de la base aérienne de Detmold.

### Seconde Guerre mondiale
Au début de la Seconde Guerre mondiale, il est commandant du 72e régiment de formation des pilotes du 1er avril 1939 au 31 mars 1940, puis chef de département au RLM jusqu'au 30 juin 1940.
Du 1er juillet au 30 septembre 1942, il prend le commandement du Fallschirmjäger-Regiment 2 avec lequel il est décoré de la Croix de chevalier de la Croix de fer. Dans la même période, du 20 mai au 31 mai 1941, il est le commandant général de la 7e division aérienne. Puis il cumule plusieurs fonctions: commandant des écoles de combats au sol du 1er octobre 1942 au 3 janvier 1945, General avec services spéciaux dans du 1er décembre 1943 au 3 janvier 1944, General avec services spéciaux dans l'OKW du 4 janvier au 11 mars 1944, chef de groupe de combat de division Sturm pendant l'année 1944. Après ses multiples casquettes de commandement, il est détaché au chef des affaires des transports motorisées de la Wehrmacht de l'OKW du 4 janvier au 28 février 1945. Puis il est mis en disposition du 3e bataillon de réserve de chasse, et plus tard du 1er mars au 23 avril 1945, il est commandant de section de division Sturm, Thale et Harz.
Il est capturé le 23 avril 1945 et reste comme prisonnier de guerre jusqu'au 5 juin 1947, date à laquelle il est libéré.

## Promotions
- Vizefeldwebel : 1er août 1913
- Offiziers-Stellvertreter : 1er janvier 1915
- Leutnant : 5 juin 1919
- Oberleutnant : 15 janvier 1921
- Hauptmann : 1er mars 1926
- Major : 21 avril 1935
- Oberstleutnant : 2 août 1936
- Oberst : 1er octobre 1938
- Generalmajor : 1er août 1941
- Generalleutnant : 1er août 1943

## Décorations
- Croix de fer (1914)
  - 2e classe : 18 juin 1916
  - 1re classe : 17 janvier 1917
- Insigne de pilote prussienne
- Ehrenpokal der Luftwaffe
- Insigne des blessés (1918) en Noir
- Croix d'honneur
- Médaille de service de longue durée de la Wehrmacht 4e à 1re classe
- Insigne de pilote
- Agrafe à la Croix de fer (1939)
  - 2e classe : 28 octobre 1940
  - 1re classe : 25 juin 1941
- Bande de bras Kreta
- Croix de chevalier de la Croix de fer le 9 juillet 1941 en tant que Oberst et commandant de la Fallschirmjäger-Regiment 2[1]
- Mentionné dans le bulletin radiophonique quotidien Wehrmachtbericht le 9 juin 1941